# Ligia platycephala
Ligia platycephala is een pissebed uit de familie Ligiidae. De wetenschappelijke naam van de soort is voor het eerst geldig gepubliceerd in 1925 door Van Name.